# Verbandsgemeinde Herrstein
Die Verbandsgemeinde Herrstein war eine Gebietskörperschaft im Landkreis Birkenfeld in Rheinland-Pfalz. Der Verbandsgemeinde gehörten 34 eigenständige Ortsgemeinden an, der Verwaltungssitz war in der Ortsgemeinde Herrstein an der Deutschen Edelsteinstraße.

## Verbandsangehörige Gemeinden
| Ortsgemeinde               | Fläche (km²) | Einwohner |
| -------------------------- | ------------ | --------- |
| Allenbach                  | 27,54        | 620       |
| Bergen                     | 10,42        | 446       |
| Berschweiler bei Kirn      | 7,53         | 266       |
| Breitenthal                | 3,68         | 315       |
| Bruchweiler                | 8,13         | 492       |
| Dickesbach                 | 4,91         | 416       |
| Fischbach                  | 4,00         | 858       |
| Gerach                     | 2,29         | 220       |
| Griebelschied              | 4,19         | 177       |
| Herborn                    | 2,46         | 502       |
| Herrstein                  | 4,79         | 823       |
| Hettenrodt                 | 5,32         | 627       |
| Hintertiefenbach           | 4,68         | 314       |
| Kempfeld                   | 9,66         | 772       |
| Kirschweiler               | 4,89         | 1.057     |
| Langweiler                 | 5,20         | 238       |
| Mackenrodt                 | 4,90         | 384       |
| Mittelreidenbach           | 5,07         | 736       |
| Mörschied                  | 10,70        | 789       |
| Niederhosenbach            | 7,43         | 281       |
| Niederwörresbach           | 9,35         | 864       |
| Oberhosenbach              | 4,14         | 134       |
| Oberreidenbach             | 10,93        | 609       |
| Oberwörresbach             | 1,40         | 116       |
| Schmidthachenbach          | 10,05        | 375       |
| Sensweiler                 | 8,43         | 422       |
| Sien                       | 8,47         | 531       |
| Sienhachenbach             | 7,60         | 191       |
| Sonnschied                 | 3,85         | 96        |
| Veitsrodt                  | 7,94         | 695       |
| Vollmersbach               | 2,44         | 453       |
| Weiden                     | 2,60         | 87        |
| Wickenrodt                 | 5,27         | 163       |
| Wirschweiler               | 10,26        | 295       |
| Verbandsgemeinde Herrstein | 230,52       | 15.364    |

Stand der Einwohnerzahlen: 31. Dezember 2019 (Statistisches Landesamt Rheinland-Pfalz)

## Geschichte

Wappen des ehemaligen Amtes Herrstein

Mit Inkrafttreten der Verbandsgemeindeordnung in Rheinland-Pfalz zum 1. Oktober 1968 ging die Verbandsgemeinde Herrstein aus dem bisherigen Amt Herrstein hervor. Zum 1. Januar 2020 fusionierten die beiden Verbandsgemeinden Herrstein und Rhaunen zur neugebildeten Verbandsgemeinde Herrstein-Rhaunen.

### Bevölkerungsentwicklung
Die Entwicklung der Einwohnerzahl bezogen auf das Gebiet der heutigen Verbandsgemeinde Herrstein; die Werte von 1871 bis 1987 beruhen auf Volkszählungen:
| Jahr | Einwohner |
| 1815 | 7.747     |
| 1835 | 10.841    |
| 1871 | 12.250    |
| 1905 | 12.380    |
| 1939 | 13.888    |
| 1950 | 14.794    |

| Jahr | Einwohner |
| 1961 | 15.870    |
| 1970 | 16.782    |
| 1987 | 16.684    |
| 1997 | 17.576    |
| 2005 | 17.201    |

## Politik

### Verbandsgemeinderat
Aufgrund der zum 1. Januar 2020 anstehenden Fusion der Verbandsgemeinden Herrstein und Rhaunen wurde bei der Kommunalwahl am 26. Mai 2019 bereits in Neustruktur gewählt (siehe: Ergebnis). Die Amtszeit der bisherigen Verbandsgemeinderäte wurde per Landesgesetz bis zum 31. Dezember 2019 verlängert. Der somit für das gesamte Kalenderjahr 2019 noch amtierende Verbandsgemeinderat Herrstein besteht aus 32 ehrenamtlichen Ratsmitgliedern, die bei der Kommunalwahl am 25. Mai 2014 in einer personalisierten Verhältniswahl gewählt wurden, und dem Vorsitzenden.
Die Sitzverteilung im Verbandsgemeinderat:
| Wahl | SPD | CDU | FDP | LINKE | LUB | PRO | WGR | Gesamt   |
| ---- | --- | --- | --- | ----- | --- | --- | --- | -------- |
| 2014 | 12  | 13  | 3   | 1     | 1   | 2   | –   | 32 Sitze |
| 2009 | 13  | 11  | 5   | –     | 2   | –   | 1   | 32 Sitze |
| 2004 | 13  | 13  | 4   | –     | 2   | –   | –   | 32 Sitze |

- LUB = Liste unabhängiger Bürgerinnen und Bürger e. V.
- PRO = Wählergemeinschaft PRO Region e. V.

### Bürgermeister
2007 wurde Uwe Weber (SPD) zum Nachfolger von Klaus Beck gewählt. Am 14. Juni 2015 wurde Weber erneut für ursprünglich acht Jahre gewählt, die Amtszeit begann am 1. November 2015. Wegen der Fusion zwischen den Verbandsgemeinden Herrstein und Rhaunen wurde die Amtszeit des Bürgermeisters per Landesgesetz auf den 31. Dezember 2019 begrenzt.

### Wappen und Flagge
Wappenbeschreibung
In vierunddreißigfach von Silber und Rot gestücktem Schildbord gespalten durch erniedrigte eingebogene silberne Spitze mit rotem Kreuz. Vorne in Gold ein blaubewehrter und -gezungter roter Löwe, hinten rot-silbern geschacht.
Flaggenbeschreibung
Die Flagge der Verbandsgemeinde Herrstein zeigt die Farben Rot und Weiß, in der oberen Hälfte mit dem Wappen der Verbandsgemeinde belegt.
Wie in Rheinland-Pfalz üblich, werden die Flaggen zumeist in Bannerform geführt.

Wappen
Banner